# Hafenferrefia lata
Hafenferrefia lata är en kvalsterart som beskrevs av Golosova 1980. Hafenferrefia lata ingår i släktet Hafenferrefia och familjen Tenuialidae. Inga underarter finns listade i Catalogue of Life.